# Ordine dell'Alto Onore
L'Ordine dell'Alto Onore (in ottomano: Nishani Imtiyaz Ali) fu un'onorificenza cavalleresca dell'Impero ottomano.

## Storia

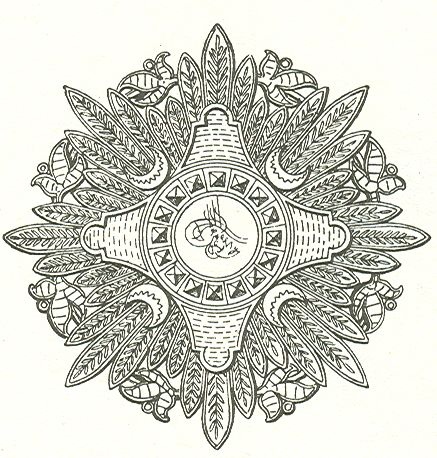
Particolar della stella dell'Ordine in un'incisione ottocentesca

Mancando buona parte della documentazione relativa a quest'onorificenza ottomana, diviene complesso ad oggi ricostruirne la storia ma quel che è certo è che un'onorificenza con questo nome venne istituita nel 1879 dal sultano Abdul Hamid II con l'intento di premiare quanti si fossero distinti per alti meriti in campo sociale, pubblico, politico o militare. L'onorificenza venne pensata anche per premiare dignitari di stati alleati dell'Impero ottomano o membri della casa reale del sultano. L'onorificenza costituiva il grado più alto della Medaglia di Imtiaz che venne istituita nel medesimo periodo.

## Insegne
- La medaglia consisteva in una stella raggiante in argento a otto punte all'interno della quale si trovava un medaglione verde giada con il tughra imperiale in leggere d'oro accompagnato da quattro placche smaltate di verde con le parole "patriottismo", "energia", "coraggio" e "lealtà" in caratteri arabi. Alle diagonali si trovavano quattro mezzelune smaltate di verde. Solitamente, il gioiello era impreziosito da realizzazioni in oro, diamanti e pietre preziose.
- La placca aveva le medesime decorazioni della medaglia ed era portata appuntata sul petto, nella parte sinistra.
- Il nastro era metà verde e metà rosso.